# Agilent VEE
Keysight VEE是是德科技的图形数据流编程软件开发环境，用于自动化测试，测量，数据分析和报告。VEE最初代表Visual Engineering Environment，由HP开发，称为HP VEE。此后，它已正式更名为Keysight VEE。是德科技VEE已被广泛应用于各个行业，服务于产品生命周期的整个阶段，从设计，验证到制造。它在仪器控制和自动化方面进行了优化，包括测试和测量设备，例如数字电压表和示波器等数据采集仪器，以及信号发生器等源设备和可编程电源。